# Рождество Богородично (Панорама)
„Рождество на Пресвета Богородица“ (на гръцки: Γέννησης της Θεοτόκου) е възрожденска православна църква, енорийски храм на гревенското село Панорама (Шарган), Егейска Македония, Гърция, част от Гревенската епархия на Вселенската патриаршия.
Църквата е гробищен храм, издигнат в XIX век в източния край на селото на хълм с изключителна гледка към нос Гропста. В нея са запазени ценни икони.